# 汤姆·巴拉斯
汤姆·巴拉斯（英語：Tom Barras，1994年1月7日—），英国男子赛艇运动员。他曾代表英国参加2020年夏季奥林匹克运动会赛艇比赛，联同哈里·利斯克、安格斯·格鲁姆和杰克·博蒙特获得男子四人双桨银牌。